# Lijst van orkestwerken van Johann Sebastian Bach
Deze lijst bevat de orkestwerken van Johann Sebastian Bach, geordend volgens de Bach-Werke-Verzeichnis.

## Concerten

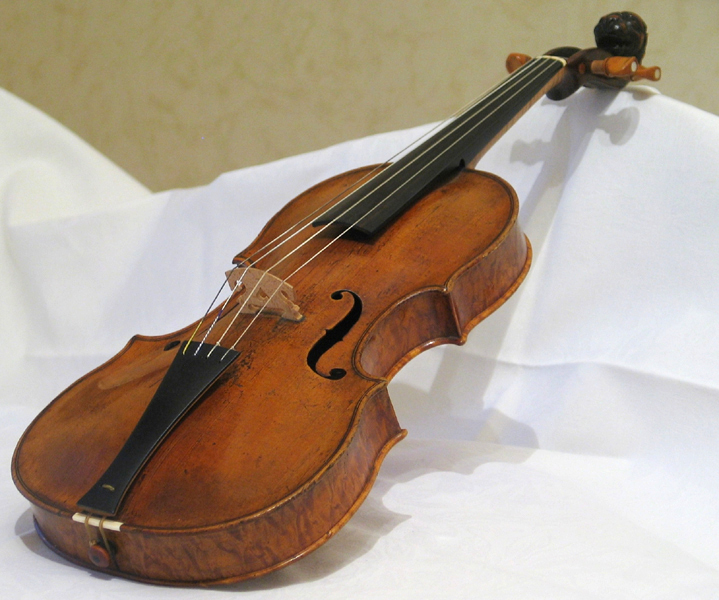
barokviool (Stainer)
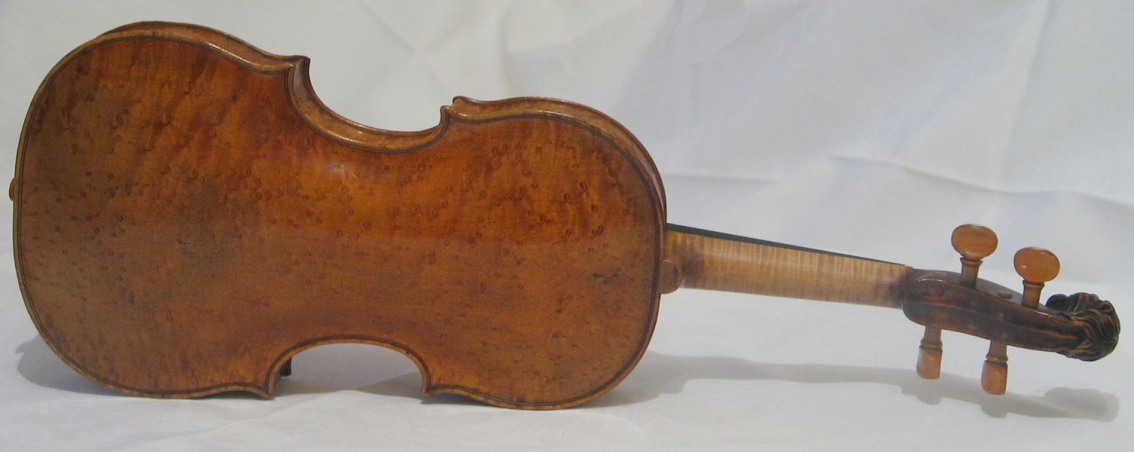
barokviool (Stainer)
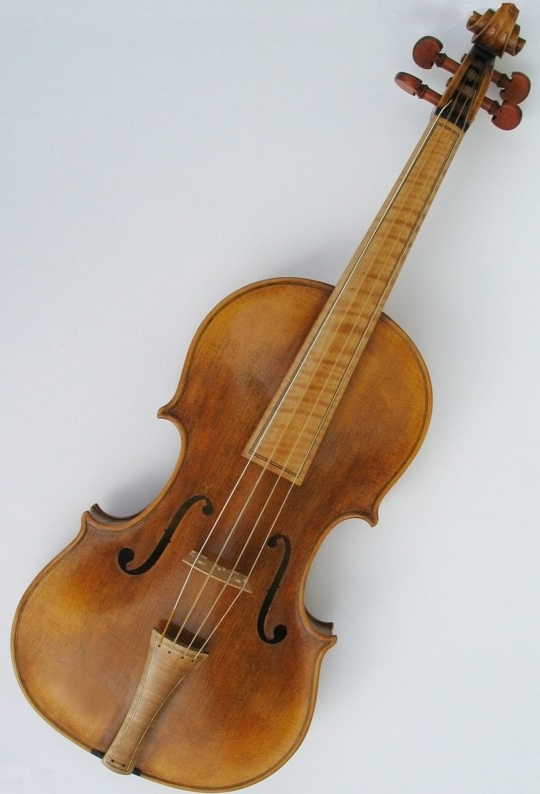
barokviool (moderne kopie)

- Vioolconcerten
  - Vioolconcert in a, BWV 1041, voor soloviool, strijkorkest en basso continuo (Köthen 1717-1723; bewerkt tot BWV 1058)
  - Vioolconcert in E, BWV 1042, voor soloviool, strijkorkest en basso continuo (Köthen 1717-1723; bewerkt tot concert voor klavecimbel BWV 1054)
  - Dubbelconcert in d, BWV 1043, voor twee violen, strijkorkest en basso continuo (Köthen 1717-1723; bewerkt tot concert voor twee klavecimbels BWV 1062)

- Tripelconcert in a, BWV 1044, voor traverso, viool en klavecimbel, strijkorkest en basso continuo (Leipzig, na 1730; bewerking van BWV 894 en 527)

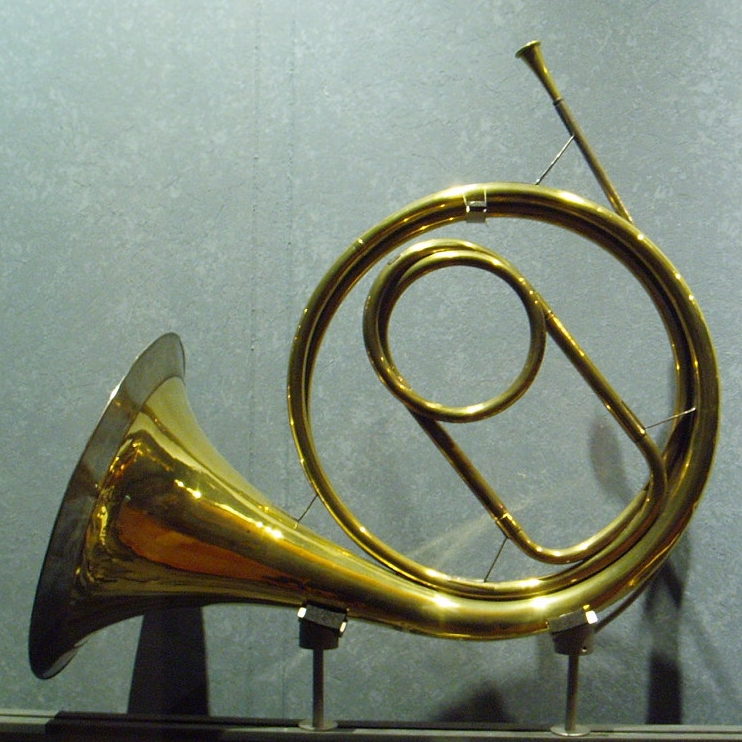
jachthoorn
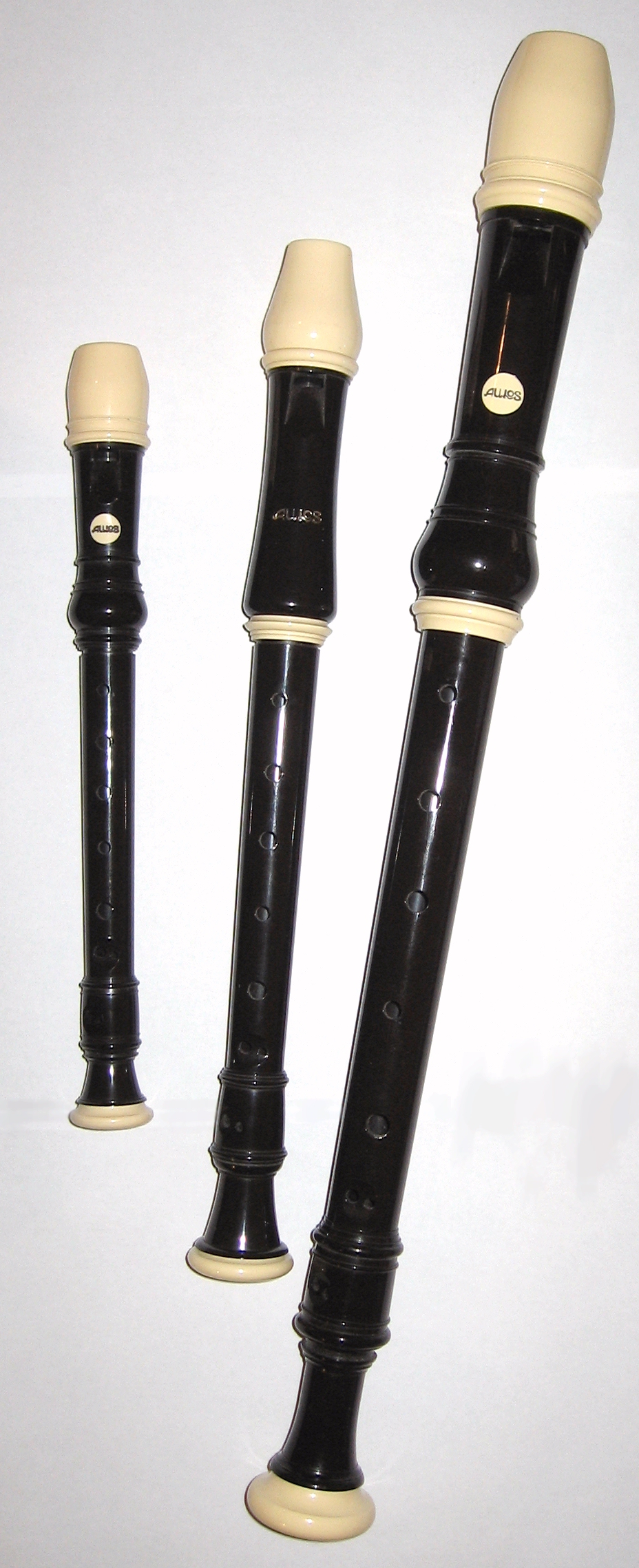
blokfluiten
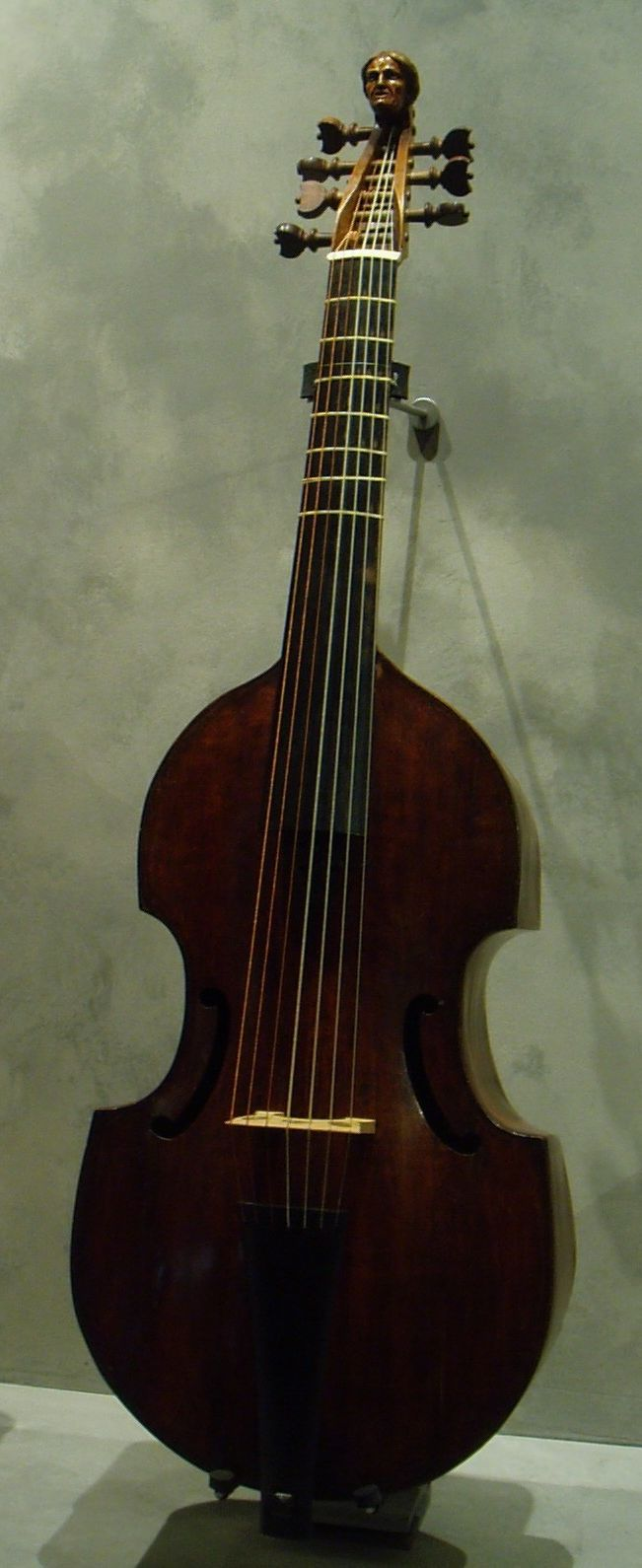
viola da gamba

- Zes Brandenburgse Concerten, BWV 1046-1051 (Weimar en Köthen, 1711-1720; opgedragen aan Christian Ludwig, markgraaf van Brandenburg)
  - Nr. 1 in F, BWV 1046, voor twee jachthoorns, drie hobo's, fagot, violino piccolo, strijkorkest en basso continuo (variant: BWV 1046a = BWV 1071)
  - Nr. 2 in F, BWV 1047, voor natuurtrompet, blokfluit, hobo, viool, strijkorkest en basso continuo
  - Nr. 3 in G, BWV 1048, voor drie violen, drie altviolen, drie celli en basso continuo
  - Nr. 4 in G, BWV 1049, voor viool, twee blokfluiten, strijkorkest en basso continuo (zie ook klavecimbelconcert BWV 1057)
  - Nr. 5 in D, BWV 1050, voor viool, fluit, klavecimbel, strijkorkest en basso continuo
  - Nr. 6 in Bes, BWV 1051, voor twee altviolen, twee gamba's, cello en basso continuo

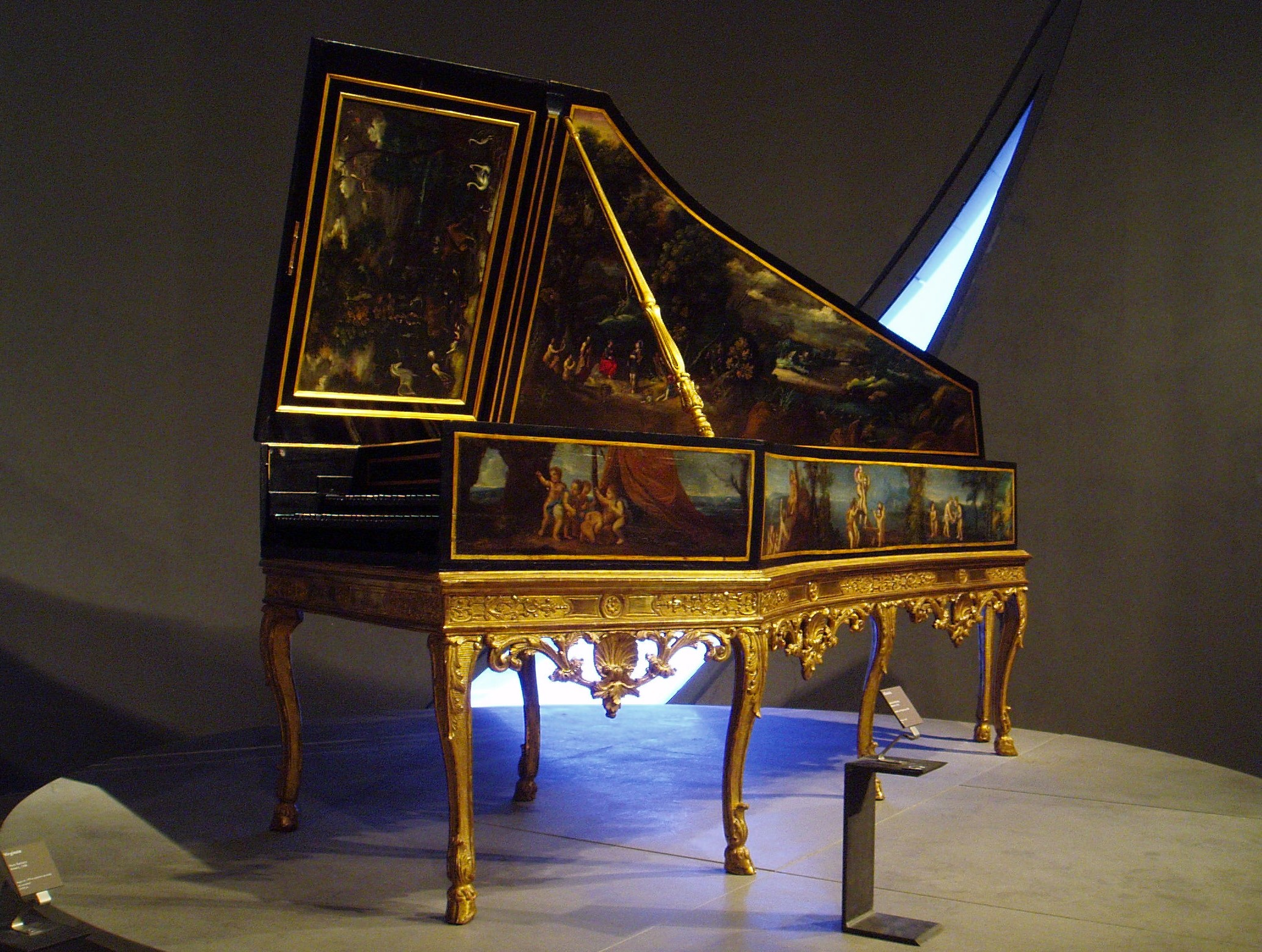
Vlaams klavecimbel (Ruckers)
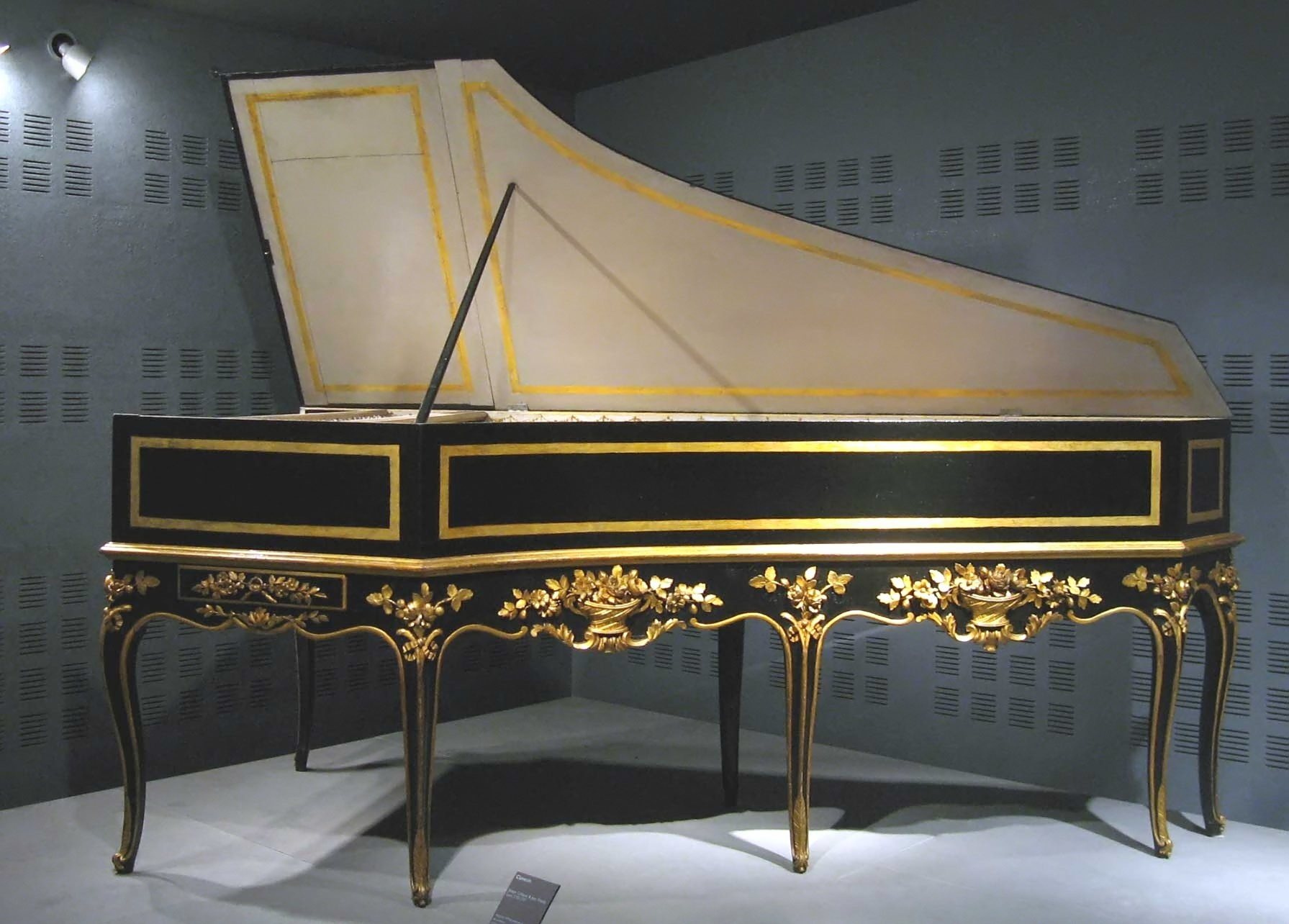
Frans klavecimbel (Colasse)
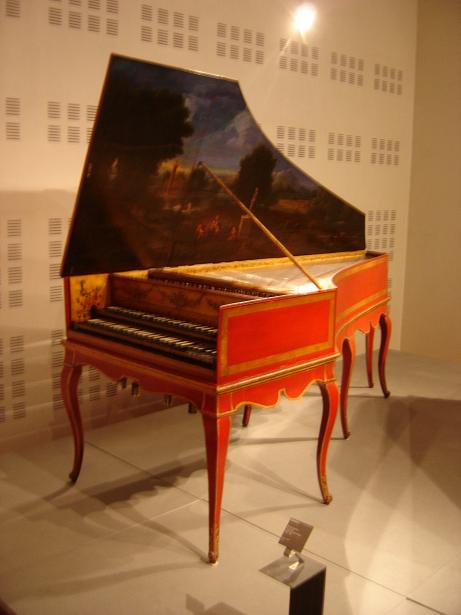
Frans klavecimbel (Dumont)

- Klavecimbelconcerten
  - Zeven concerten voor klavecimbel, strijkorkest en basso continuo, BWV 1052-1058 (Leipzig ca. 1735-1740)
    - Nr. 1 in d, BWV 1052 (vermoedelijk naar een verloren gegaan vioolconcert; ook gebruikt in cantate 146 Wir müssen durch viel Trübsal, BWV 146 en cantate 188 Ich habe meine Zuversicht, BWV 188, met orgel als soloinstrument)
    - Nr. 2 in E, BWV 1053 (vermoedelijk naar een verloren gegaan concert voor viola d'amore of oboe d'amore; ook gebruikt in cantate 169, Gott soll allein mein Herze haben, BWV 169 en cantate 49, Ich geh' und suche mit Verlangen, BWV 49, met orgel als soloinstrument)
    - Nr. 3 in D, BWV 1054 (naar het vioolconcert in E, BWV 1042)
    - Nr. 4 in A, BWV 1055 (vermoedelijk naar een verloren gegaan concert voor oboe d'amore)
    - Nr. 5 in f, BWV 1056 (vermoedelijk naar delen van verloren gegane viool- en hoboconcerten; ook gebruikt in cantate 156, Ich steh' mit einem Fuss im Grabe, BWV 156)
    - Nr. 6 in F, BWV 1057 met twee blokfluiten (naar het Brandenburgs Concert nr. 4, BWV 1049)
    - Nr. 7 in g, BWV 1058 (naar het vioolconcert in a, BWV 1041)

  - Drie concerten voor twee klavecimbels, BWV 1060-1062 (Leipzig ca. 1727-1730)
    - Dubbelconcert in d, BWV 1060, voor twee klavecimbels, strijkorkest en basso continuo (Leipzig ca. 1730; vermoedelijk bewerking van een verloren gegaan dubbelconcert voor twee violen of voor viool en hobo)
    - Dubbelconcert in c, BWV 1061, voor twee klavecimbels, strijkorkest en basso continuo (Leipzig ca. 1727-1730; mogelijk oorspronkelijk zonder orkest of voor één klavecimbel, strijkorkest en basso continuo)
    - Dubbelconcert in c, BWV 1062, voor twee klavecimbels, strijkorkest en basso continuo (Leipzig 1736; bewerking van het concert voor twee violen in d, BWV 1043)

  - Twee Tripelconcerten voor drie klavecimbels, BWV 1063 en 1064 (Leipzig ca. 1730-1733)
    - Tripelconcert in d, BWV 1063, voor drie klavecimbels, strijkers en basso continuo (Leipzig ca. 1730-1733; vermoedelijk bewerking van een verloren gegaan concert voor drie violen / blokfluiten of andere instrumenten)
    - Tripelconcert in c, BWV 1064, voor drie klavecimbels, strijkers en basso continuo (Leipzig ca. 1730-1733; vermoedelijk bewerking van een verloren gegaan concert voor drie violen)

  - Concert in a, BWV 1065, voor vier klavecimbels, strijkorkest en basso continuo (Leipzig ca. 1730-1733; bewerking van het concert voor vier violen, strijkorkest en basso continuo op. 3, nr. 10 van Antonio Vivaldi)

## Overige orkestwerken

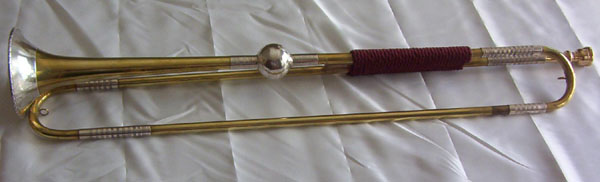
barok- of natuurtrompet
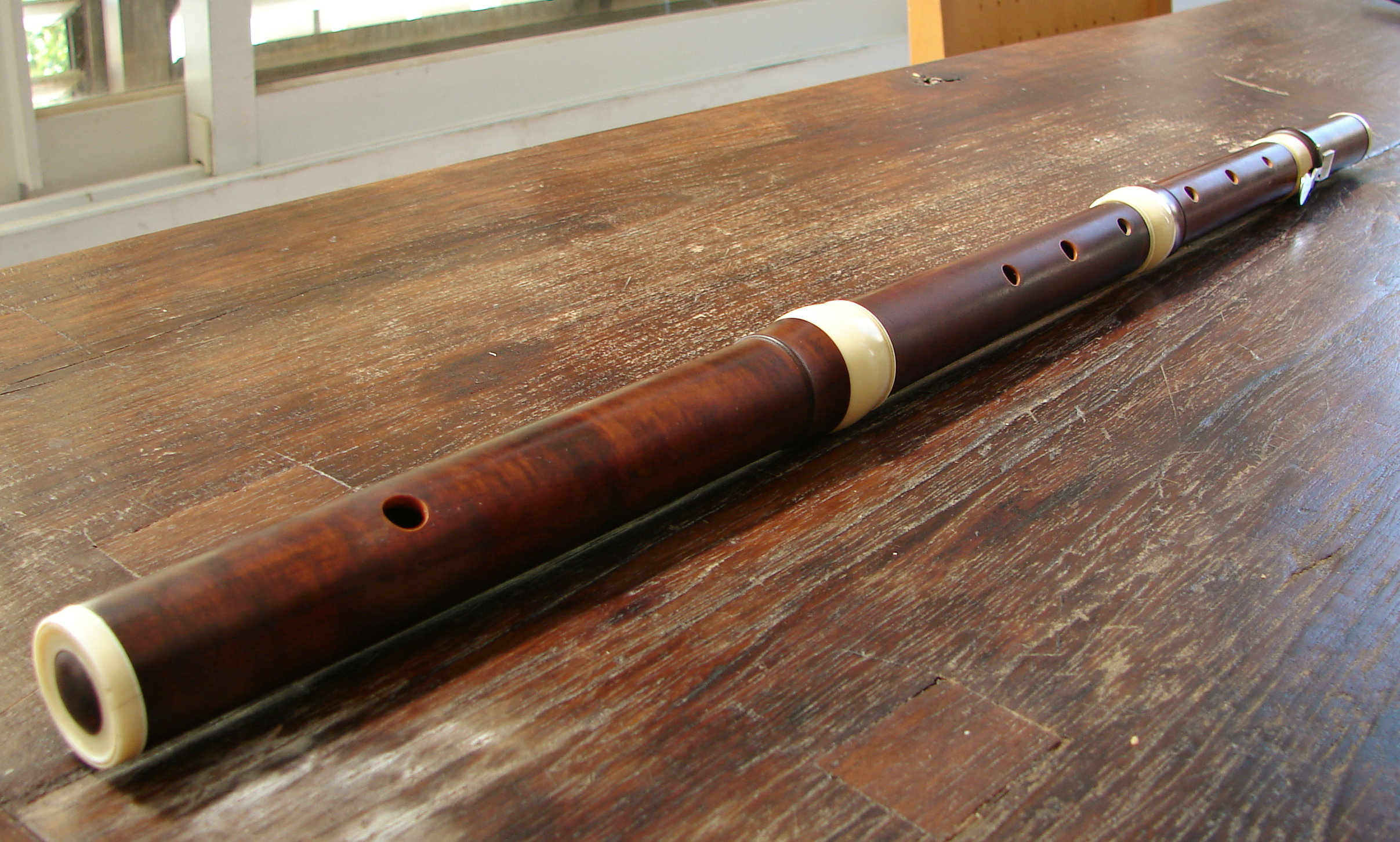
traverso
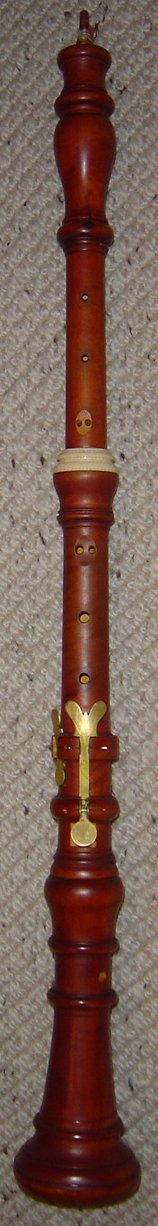
barokhobo

- Vier orkestsuites of ouvertures, BWV 1066-1069 
  - Ouverture in C (Orkestsuite nr. 1), BWV 1066, voor twee hobo's, fagot, strijkorkest en basso continuo  (Köthen 1717-1723)
  - Ouverture in b (Orkestsuite nr. 2), BWV 1067, voor traverso-solo, strijkorkest en basso continuo (Leipzig 1735-1740)
  - Ouverture in D (Orkestsuite nr. 3), BWV 1068, voor drie natuurtrompetten, twee hobo's, strijkorkest en basso continuo (Leipzig 1729-1731)
  - Ouverture in D (Orkestsuite nr. 4), BWV 1069, voor drie natuurtrompetten, drie hobo's, fagot, pauken, strijkorkest en basso continuo (Köthen, 1717-1723; 1e deel ook in de sinfonia van cantate 110 Unser Mund sei voll Lachens, BWV 110)

- Sinfonia in F, BWV 1071 (=BWV 1046a), voor twee hoorns, drie hobo's, fagot, strijkorkest en basso continuo (Leipzig ca. 1730; bewerking van het Brandenburgs Concert nr. 1)

## Fragmenten
- Sinfonia in D, BWV 1045, voor vioolsolo, drie trompetten, twee hobo's, pauken, strijkorkest en basso continuo; vermoedelijk openingsdeel van een verloren gegane cantate, fragment
- Concert in d, BWV 1059, voor klavecimbel met hobo, strijkorkest en basso continuo, fragment van 9 maten (Leipzig ca. 1730; het complete openingsdeel is de Sinfonia van cantate 35, Geist und Seele wird verwirret, BWV 35, met orgel als soloinstrument)

## Aan Bach toegeschreven
- Ouverture in g, BWV 1070, voor strijkorkest (vrijwel zeker niet van Bach, mogelijk van zijn zoon Wilhelm Friedemann Bach)

cantates · motetten · missen · oratoria en passies · vierstemmige koralen · liederen en aria's · orgelwerken · klavecimbelwerken · kamermuziek · orkestwerken · overige werken